# Manuel Alvar Ezquerra
Manuel Alvar Ezquerra (Zaragoza, 1950-Málaga, 3 de abril de 2020) fue un filólogo, lexicógrafo y catedrático español,
catedrático de Lengua Española de la Universidad Complutense de Madrid y miembro correspondiente por Andalucía de la Real Academia Española.
Sus actividades se orientaron tanto hacia la lexicografía práctica como hacia la teórica, con especial dedicación a la descripción de los diccionarios del pasado, y a la lexicología del español, además de haber cultivado otros ámbitos de la lengua española.

## Biografía
Nació en Zaragoza el 3 de septiembre de 1950. Era hijo del filólogo y miembro de la Real Academia Española (de la que fue director) y de la Real Academia de la Historia Manuel Alvar, y hermano del catedrático de filología románica Carlos Alvar, del investigador y doctor en medicina tropical Jorge Alvar Ezquerra (n. 1952), del catedrático de filología latina Antonio Alvar Ezquerra, del catedrático e historiador experto en Historia Antigua Jaime Alvar Ezquerra y del profesor de investigación del CSIC y especialista en la España del Siglo de Oro Alfredo Alvar Ezquerra.
Estudió en la Universidad de Granada y en la Complutense de Madrid. Se doctoró en la Universidad Autónoma de Madrid en 1974, y obtuvo el doctorado de tercer ciclo en la Universidad de París IV en 1976. En 1977 obtuvo la plaza de profesor agregado en la Universidad de La Laguna, que le dio acceso en 1980, tras su paso por la Universidad de Málaga, a la cátedra en la Facultad de Filosofía y Letras de la Universidad de Valencia en Alicante, trasladándose ese mismo año nuevamente a Málaga. Ganó la cátedra de la Universidad Complutense de Madrid en una nueva oposición celebrada en 1996. Fue profesor de las universidades de Ruan y París III en Francia, y profesor visitante en las de Lovaina La Nueva, Bérgamo, Wisconsin en Madison y La Habana. Se jubiló en 2017, pasando a ser profesor honorífico de la UCM.
Su fallecimiento se produjo en Madrid el 3 de abril de 2020 a la edad de 70 años.

## Obra
Fue impulsor de los estudios de lexicografía en España, y ya en su primera obra, Proyecto de lexicografía española, dejó esbozados los principios que guiaron su labor durante decenios. Desde 1983 trabajó en la revisión, actualización y renovación de diversos diccionarios monolingües. De modo continuo investigó sobre los movimientos que se producen en nuestro léxico y sobre las nuevas palabras que van apareciendo en la lengua española. Fue un innovador en lo que se refiere a corpus y bases de datos aplicados a la lexicografía.
También se ocupó del léxico en algunas variedades regionales de España y América, y de repertorios léxicos de otras épocas. Entre todos ellos destaca la monumental obra en once volúmenes Nuevo tesoro lexicográfico del español (s. XIV-1726), en colaboración con Lidio Nieto Jiménez.
En el terreno de la lexicografía teórica o metalexicografía, dedicó numerosísimos trabajos al estudio y descripción de los diccionarios antiguos, como base y preparación de su anunciada historia de los diccionarios del español, a la que prestó atención de manera continuada. También dedicó dos libros a la forma e historia de las palabras.
En colaboración con algunos de sus discípulos, publicó manuales y libros de divulgación de la norma lingüística, de ortografía y de otros aspectos didácticos de la lengua española.
Fundó y codirigió la revista Voz y Letra (1990-1994) y fue director de una de las principales revistas consagradas al estudio de nuestra lengua, Lingüística Española Actual (desde 1993). Además, formó parte de los comités de numerosas revistas científicas españolas, europeas y americanas.
Fue el creador y director de la Biblioteca Virtual de la Filología Española (BVFE), un portal web en el que se recogen y sistematizan miles de ejemplares digitalizados de las bibliotecas de todo el mundo: diccionarios, gramáticas, tratados de ortografía, manuales de enseñanza de la lengua, etc.

## Distinciones
- Miembro correspondiente por Andalucía de la Real Academia Española (desde 1987).
- Miembro de honor de la Asociación Española de Estudios Lexicográficos (desde 2018).

## Publicaciones
- Proyecto de lexicografía española, Barcelona, Planeta, 1976.
- Vida de San Ildefonso por el Beneficiado de Úbeda. Bogotá: Instituto Caro y Cuervo, 1975.
- Concordancias e índices léxicos de la «Vida de San Ildefonso». Málaga: Universidad de Málaga, 1980.
- La Universidad y el diccionario. Málaga: Universidad de Málaga, 1982.
- Lexicología y lexicografía. Guía bibliográfica. Salamanca: Almar, 1983.
- M. Alvar Ezquerra y A. Miró Domínguez, Diccionario de siglas y abreviaturas. Madrid: Alhambra, 1983.
- M. Alvar Ezquerra (dir.), Diccionario General Ilustrado de la Lengua Española. Barcelona: Biblograf, 1987.
- M. Alvar Ezquerra (coord.), El español: historia y realidad. Málaga: UNED, 1989.
- M. Alvar Ezquerra (dir.), Diccionario manual ilustrado de la lengua española. Barcelona: Biblograf, 1990.
- M. Alvar Ezquerra (dir.), Diccionario actual de la lengua española, [actualizado, en formato electrónico]. Barcelona: Biblograf-Sony, 1992.
- M. Alvar Ezquerra (coord.), Euralex '90 Proceedings. Actas del IV Congreso Internacional. IV International Congress. Benalmádena (Málaga), 28 de agosto-1 de septiembre de 1990. Barcelona: Biblograf, 1992.
- Conquista, emigración, repoblación y habla. Málaga: Ayuntamiento de Málaga, 1992.
- Lexicografía descriptiva. Barcelona, Biblograf, 1993.
- M. Alvar Ezquerra y J. A. Villena Ponsoda, Estudios para un corpus del español. Málaga: Universidad de Málaga, 1994.
- M. Alvar Ezquerra (coord.), La realidad americana y sus cronistas. Málaga: UNED-Centro Asociado de Málaga, 1994.
- Diccionario de voces de uso actual. Madrid: Arco/Libros, 1994.
- M. Alvar Ezquerra (dir.), Diccionario ideológico de la lengua española. Barcelona: Biblograf, 1995.
- M. Alvar Ezquerra (dir.), Diccionario para la enseñanza de la lengua española. Barcelona: Biblograf, 1995.
- M. Alvar Ezquerra y A. Mª Medina Guerra,Manual de ortografía de la lengua española. Barcelona, Biblograf, 1995.
- M. Alvar Ezquerra (coord.), Estudios de Historia de la Lexicografía del Español. Málaga: Universidad de Málaga, 1996.
- Vocabulario de indigenismos en las crónicas de Indias. Madrid: CSIC, 1997.
- Manual de redacción y estilo (coord.). Madrid: Istmo, 1999.
- Tesoro Léxico de las hablas andaluzas. Madrid: Arco/Libros, 2000.
- J. Schmidely, M. Alvar Ezquerra y C. Hernández González, De una a cuatro lenguas. Del español al portugués, al italiano y al francés. Madrid: Arco/Libros, 2001.
- De antiguos y nuevos diccionarios del español. Madrid: AECI-Arco/Libros, 2002.
- La enseñanza del léxico y el uso del diccionario. Madrid: Arco/libros, 2003.
- Nuevo diccionario de voces de uso actual, Madrid: Arco/Libros 2003: 2ª ed. 2004.
- Lidio Nieto Jiménez y M. Alvar Ezquerra, Nuevo Tesoro Lexicográfico del Español (s. XIV-1726), 11 vols. Madrid: Arco/Libros, 2007.
- Diccionario de madrileñismos. Madrid, Ediciones La librería, 2ª ed. 2011.
- Nomenclaturas del español. Siglos XV-XIX. Madrid: Liceus, 2013.
- Lo que callan las palabras. Boadilla del Monte (Madrid): JdeJ Editores, 2ª ed. 2017.
- Estudios en torno a las hablas andaluzas y otras cuestiones, Editorial Universidad de Jaén, Jaén, 2018.
- La formación de palabras en español. Madrid: Arco/Libros, 9.ª ed., 2019.